# Gary Weeks
Gary Weeks (nacido el 4 de junio de 1972) es un actor de cine y televisión estadounidense nacido en Alemania; también es productor de cine y guionista.

## Biografía
Gary Weeks nació en Wiesbaden, Hessen, República Federal de Alemania en una base aérea estadounidense. Se crio en Georgia, asistió a la escuela secundaria en Lakeside High School en Alabama, y asistió a la Universidad de Georgia y la Universidad Estatal de Georgia.
Weeks ha aparecido en más de 50 producciones de televisión y más de 25 producciones cinematográficas.
Es más conocido como Luke Maybank en la serie de Netflix Outer Banks, Campbell en la serie de televisión Burn Notice y como Nick Newport Jr. en Parks and Recreation.
Sus largometrajes recientes incluyen Spider-Man: No Way Home (2021), Greenland (2020), Spider-Man: Homecoming (2017), Familia al instante, A dos metros de ti (2019).
Weeks también ha escrito/producido/dirigido películas como Deadland y Meth Head, así como el favorito del festival 29 Reasons to Run.

## Filmografía

### Cine
| Año  | Título                                       | Papel                              | Notas         |
| ---- | -------------------------------------------- | ---------------------------------- | ------------- |
| 2000 | The Kid                                      | Hijo de Ross                       | Sin acreditar |
| 2001 | Waiting on the Lost                          | Ethan Evans                        |               |
| 2004 | The Drone Virus                              | Guardia de seguridad #1            |               |
| 2005 | Morphin(e)                                   | Sheriff Tim Goodman                |               |
| 2006 | 29 Reasons to Run                            | Jack Paradise                      |               |
| 2007 | Murphy                                       | Ed Murphy                          |               |
| 2009 | Clones Gone Wild                             | Keenan                             |               |
| 2009 | Deadland                                     | Sean Kalos                         |               |
| 2009 | Nowhere To Hide                              | Oficial Randolph                   |               |
| 2009 | A Line in the Sand                           | David Miller                       |               |
| 2010 | Elena Undone                                 | Barry                              |               |
| 2012 | A Perfect Ending                             | Dr. Weiller                        |               |
| 2013 | The Spectacular Now                          | Joe                                |               |
| 2013 | Identity Thief                               | Guardia de seguridad               |               |
| 2013 | Devil's Knot                                 | Reportero                          |               |
| 2013 | Anchorman 2: The Legend Continues            | Scout Leader                       |               |
| 2014 | Ride Along                                   | Dr. Cowan                          |               |
| 2014 | Love Sick Lonnie                             | Franz                              | Cortometraje  |
| 2014 | Bet on Red                                   | Sean                               | Cortometraje  |
| 2015 | Project Almanac                              | Ben Raskin                         |               |
| 2015 | For the Love of Ruth                         | Peter                              |               |
| 2015 | Jurassic World                               | Padre de tres                      |               |
| 2015 | Selfless                                     | Chauffeur                          |               |
| 2016 | The Divergent Series: Allegiant              | Perfexia Father                    |               |
| 2016 | The Nice Guys                                | Oficial McMillian                  |               |
| 2016 | Annabelle Hooper and the Ghosts of Nantucket | Burt Hooper                        |               |
| 2016 | Sully                                        | Reportero #3                       |               |
| 2016 | Hidden Figures                               | Reportero en conferencia de prensa |               |
| 2017 | The Fate of the Furious                      | Super Jet Pilot                    |               |
| 2017 | All Eyez on Me                               | Abogado                            | Sin acreditar |
| 2017 | Spider-Man: Homecoming                       | Agente Foster                      |               |
| 2018 | 15:17 Tren a París                           | Recruiter                          |               |
| 2018 | Rampage                                      | Capitán de Policía                 |               |
| 2018 | Nightclub Secrets                            | Richie                             |               |
| 2018 | The Mothers                                  | Jacob Watkins                      | Cortometraje  |
| 2018 | Familia al instante                          | Dirk                               |               |
| 2019 | A dos metros de ti                           | Tom                                |               |
| 2020 | Greenland                                    | Ed Pruitt                          |               |
| 2021 | The Tomorrow War                             | Reportero #1                       |               |
| 2021 | Spider-Man: No Way Home                      | Agente Foster                      |               |

### Televisión
| Año           | Título                                       | Papel                    | Notas                                                |
| ------------- | -------------------------------------------- | ------------------------ | ---------------------------------------------------- |
| 1999          | Sunset Beach                                 | Oficial Policía          | 1 episodio; sin acreditar                            |
| 2000          | Courage                                      | Jason Polonsky           | Episodio: "Honeymoon Horror"                         |
| 2000          | Courage                                      | Charlie Nett             | Episodio: "Kenyan Catastrophe"                       |
| 2001          | The Chronicle                                | Darren                   | Episodio: "Baby Got Back"                            |
| 2001          | El hombre invisible                          | Chico de seguridad       | 2 episodios                                          |
| 2001-2002     | Star Trek: Enterprise                        | Ingeniero                | 13 episodios; sin acreditar                          |
| 2002          | Red Skies                                    | Agente #1                | Película de televisión                               |
| 2003          | Tremors                                      | Brock                    | Episodio: "Blast from the Past"                      |
| 2003          | Hunter                                       | Lt. Kroft                | Episodio: "Need to Know"                             |
| 2003          | Threat Matrix                                | Policía                  | Episodio: "Natural Borne Killers"                    |
| 2003          | Black Sash                                   | Policía                  | 2 episodios                                          |
| 2003-2005     | Passions                                     | Harmony Cop              | 6 episodios                                          |
| 2004          | Tiger Cruise                                 | Lt. Tom Hillman          | Película de televisión                               |
| 2004          | The Perfect Husband: The Laci Peterson Story | Reportero #3             | Película de televisión                               |
| 2005          | 24                                           | Agente Dalton            | Episodio: "Day 4: 8:00 p.m.-9:00 p.m."               |
| 2005          | Summerland                                   | Oficial Raleigh          | Episodio: "Careful What You Wish For"                |
| 2005          | The O.C.                                     | Policía #2               | Episodio: "The Aftermath"                            |
| 2006          | Veronica Mars                                | Detailer                 | Episodio: "The Quick and the Wed"                    |
| 2006          | CSI: Miami                                   | Male Bystander           | Episodio: "Free Fall"                                |
| 2006          | After Midnight: Life Behind Bars             | Kevin                    | Película de televisión                               |
| 2006-2007     | Wicked Wicked Games                          | Tom Anderson             | 7 episodios                                          |
| 2007          | Chuck                                        | Bombero                  | Episodio: "Chuck Versus the Nemesis"                 |
| 2008          | The Office                                   | Policía #1               | Episodio: "Dinner Party"                             |
| 2008          | Shark                                        | Trabajador de EPA        | Episodio: "Bar Fight"                                |
| 2008-2012     | Burn Notice                                  | Campbell                 | 4 episodios                                          |
| 2009          | Monk                                         | Mr. Cooper               | Episodio: "Mr. Monk's Favorite Show"                 |
| 2010          | Parks and Recreation                         | Nick Newport Jr.         | episodios: "Sweetums                                 |
| 2010          | All My Children                              | Dr. Clayton              | 2 episodios                                          |
| 2010          | Next Stop Murder                             | Oficial Maslar           | Película de televisión                               |
| 2010          | NCIS: Los Ángeles                            | Clay Mastin              | Episodio: "Black Widow"                              |
| 2011          | Red Shift                                    | Bryce                    | Piloto de televisión                                 |
| 2011          | Big Love                                     | Sheriff Dent             | Episodio: "Exorcism"                                 |
| 2011          | The Event                                    | Ted Fisk                 | Episodio: "A Message Back"                           |
| 2011          | Days of Our Lives                            | Scott Albright           | 4 episodios                                          |
| 2011          | Zombie Apocalypse                            | Mack                     | Película de televisión                               |
| 2012          | Fetching                                     | Beautiful Pajama Guy     | Episodio: "A Girl's Best Friend"                     |
| 2012          | Blackout                                     | Detective Campbell       | 2 episodios                                          |
| 2012          | Drop Dead Diva                               | Tom Witten               | Episodio: "Rigged"                                   |
| 2012          | Army Wives                                   | Capt. Gino Carrigan      | Episodio: "Handicap"                                 |
| 2012          | The Walking Dead                             | Corporal                 | Episodio: "Walk with Me"                             |
| 2012          | Nashville                                    | Reid Olson               | Episodio: "You're Gonna Change (Or I'm Gonna Leave)" |
| 2012          | Cassandra French's Finishing School          | Detective Bates          | Episodio: "Pilot"                                    |
| 2013          | Revolution                                   | Marcus Miller            | Episodio: "Home"                                     |
| 2013          | Under the Dome                               | Papá de Norrie - Michael | Episodio: "Blue on Blue"                             |
| 2013          | Company Town                                 | Chuck Friel              | Piloto de televisión                                 |
| 2014          | Resurrection                                 | Andrew Chartman          | 3 episodios                                          |
| 2014          | Reckless                                     | A.S. Ken Gorman          | Episodio: "Blind Sides"                              |
| 2014          | Satisfaction                                 | Devon                    | Episodio: "...Through Self Discovery"                |
| 2014          | The Assault                                  | Dan Gleason              | Película de televisión                               |
| 2015          | Hindsight                                    | Anton Toubassy           | Episodio: "Square One"                               |
| 2015          | Finding Carter                               | Agente Lee               | 2 episodios                                          |
| 2015          | Complications                                | Rob Ellison              | Episodio: "Pilot"                                    |
| 2015          | Devious Maids                                | Detective Boyd           | Episodio: "Anatomy of a Murder"                      |
| 2015          | South of Hell                                | Terence Clay             | Episodio: "The One That Got Away"                    |
| 2016          | Saints & Sinners                             | Tom Williams             | Episodio: "Don't Go"                                 |
| 2016          | Halt and Catch Fire                          | Tim Henkel               | Episodio: "One Way or Another"                       |
| 2016          | Greenleaf                                    | Adrian Miller            | 4 episodios                                          |
| 2016          | Killing Reagan                               | Stephen Colo             | Película de televisión                               |
| 2017          | MacGyver                                     | Agente Brooks            | Episodio: "Fish Scaler"                              |
| 2017          | The Haves and the Have Nots                  | Agente Harris            | 4 episodios                                          |
| 2018          | The Inspectors                               | Vince Marshall           | Episodio: "Window Washers"                           |
| 2018          | Hap and Leonard                              | Agente Glen              | Episodio: "Monsoon Mambo"                            |
| 2018          | Cloak & Dagger                               | Greg Pressfield          | 3 episodios                                          |
| 2018          | Limbo                                        | Det Bob Simpson          | Película de televisión                               |
| 2018          | Equilibrium                                  |                          | Episodio:"Pilot"                                     |
| 2020–presente | Outer Banks                                  | Luke                     | 6 episodios                                          |
| 2020–presente | Sweet Magnolias                              | Ashley Davenport         |                                                      |